# Ezra Hendrickson
Ezra Hendrickson (ur. 16 stycznia 1972 w Layou) – piłkarz z Saint Vincent i Grenadyn występujący na pozycji obrońcy, a także trener.

## Kariera klubowa
Hendrickson karierę rozpoczynał w zespole Drake Bulldogs z amerykańskiej uczelni Drake University, gdzie grał w latach 1990–1993. Następnie występował w drużynach Des Moines Menace oraz New Orleans Riverboat Gamblers z ligi USISL, stanowiącej drugi poziom rozgrywek. W 1997 roku został zawodnikiem klubu MetroStars z MLS. W lidze tej zadebiutował 26 kwietnia 1997 w wygranym 2:1 meczu z Columbus Crew.
W trakcie sezonu 1997 odszedł do Los Angeles Galaxy, także grającego w MLS. 11 kwietnia 1998 w wygranym 3:2 spotkaniu z MetroStars strzelił swojego pierwszego gola w MLS. W 2001 roku wraz z zespołem zdobył US Open Cup, a w 2002 roku MLS Cup (mistrzostwo MLS). Podczas sezonu 2003 zmienił klub, zostając graczem Dallas Burn. Po jego zakończeniu odszedł jednak z Dallas, a w następnym sezonie występował w zespołach Charleston Battery (A-League) oraz DC United, z którym wywalczył MLS Cup.
W sezonie 2005 Hendrickson był zawodnikiem Chivas USA, a w latach 2006–2008 reprezentował barwy Columbus Crew. W 2008 roku zdobył z nim MLS Cup, po czym zakończył karierę.
W MLS rozegrał 298 spotkań i zdobył 28 bramek.

## Kariera reprezentacyjna
W latach 1996–2007 Hendrickson występował w reprezentacji Saint Vincent i Grenadyn. W 1996 roku został powołany do kadry na Złoty Puchar CONCACAF, zakończony przez Saint Vincent i Grenadyny na fazie grupowej. Zagrał na nim w meczach z Meksykiem (0:5) i Gwatemalą (0:3).